# Massacre de Ponce

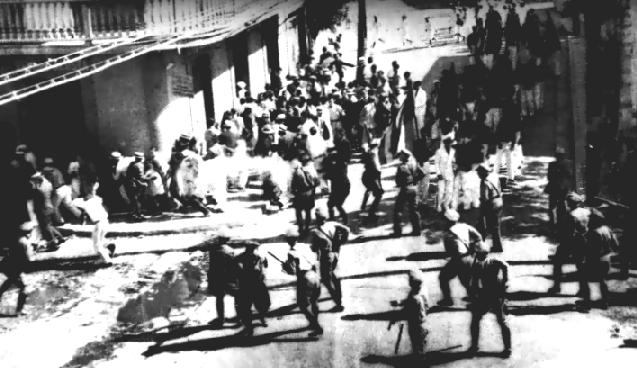
Carlos Torres Morales, fotojornalista do jornal El Imparcial, estava cobrindo a marcha e tirou esta fotografia quando o tiroteio começou.

Massacre de Ponce foi um evento ocorrido no Domingo de Ramos de 21 de março de 1937, em Ponce, Porto Rico, quando uma marcha civil pacífica se transformou em um tiroteio policial no qual dezenove civis e dois policiais foram mortos, e mais de 200 outros foram feridos. A maioria dos mortos foi supostamente baleada nas costas. A marcha foi organizada pelo Partido Nacionalista de Porto Rico para comemorar a abolição da escravatura em Porto Rico pela Assembleia Nacional Espanhola em 1873, e para protestar contra a prisão pelo governo dos Estados Unidos do líder do partido, Pedro Albizu Campos, por acusações de sedição.
Uma investigação liderada pela Comissão de Direitos Civis dos Estados Unidos culpou o governador de Porto Rico, nomeado pelos Estados Unidos, Blanton Winship, pelo massacre. Outras críticas por membros do Congresso dos Estados Unidos levaram o presidente Franklin D. Roosevelt a destituir Winship como governador em 1939.
O governador Winship nunca foi processado pelo massacre, assim como ninguém sob sua cadeia de comando –  incluindo a polícia que tomou parte nos eventos e admitiu o tiroteio em massa – foi processado ou repreendido.
O massacre de Ponce continua sendo o maior massacre da história pós-Império Espanhol em Porto Rico. Tem sido a fonte de muitos artigos, livros, pinturas, filmes e obras teatrais.